# Osiris paraensis
Osiris paraensis är en biart som beskrevs av Heinrich Friese 1930. Osiris paraensis ingår i släktet Osiris och familjen långtungebin. Inga underarter finns listade i Catalogue of Life.